# Picide
Picidele sau ciocănitorile (Picidae) sunt o familie de păsări din ordinul piciforme (Piciformes), care cuprinde ciocănitoarea, ghionoaia, capîntortura.  Conține 4 subfamilii (Jynginae, Picinae, Picumninae, Sasiinae), 37 de genuri și 240 de specii.

## Descrierea
Picidele sunt păsări de talie mică și mijlocie, cu o talie de la mai mare decât vrabia (ciocănitoarea pestriță mică), până la dimensiunile unei ciori (ciocănitoarea neagră). Degetele picioarelor sunt de tip zigodactil și sunt adaptate la cățăratul pe trunchiul arborilor, au unghii ascuțite, bine dezvoltate. Capul lor este relativ mare cu un cioc puternic, conic, ascuțit  care are muchii în lungul său, reprezentând  un fel de daltă adaptată pentru cioplit lemnul arborilor în căutarea hranei sau pentru crearea unei scorburii de cuibărit. Au o limba cilindrică, foarte lungă, protractilă, care poate fi scoasă foarte mult, permițând scoaterea insectelor și a larvelor lor din galeriile săpate de acestea în lemnul arborilor. Penele cozii sunt etajate, foarte rigide și servesc la sprijinul corpului păsării atunci când se cațără sau când scobesc scoarța arborilor. Sunt slab zburătoare și au aripi rotunjite. Coloritul penajului este viu. 
Scot țipete puternice și produc, mai ales în perioada reproducerii, un tocănit puternic, prelungit, prin care masculii își delimitează teritoriul de cuibărit; acest tocănit se obține prin lovirea rapidă cu ciocul a ramurilor uscate, cu rezonanță. 
Sunt păsări monogame, cu un dimorfism sexual slab pronunțat. Cuibăresc în cavități pe care și le sapă în trunchiul arborilor. Puii sunt nidicoli.
Hrana este formată din insecte, dar în afara perioadei de cuibărit consumă și fructe și miezul unor semințe pe care le sparg cu ciocul. Sunt foarte utile agriculturii și silviculturii, nimicind un mare număr de insecte dăunătoare.

## Sistematică
Picidele sunt doar una dintre cele nouă familii vii din ordinul Piciformes. În mod tradițional, s-a considerat că alți membri ai acestui grup sunt înrudiți îndeaproape cu familia ciocănitoarelor. Mai recent, mai multe analize ale secvențelor ADN au confirmat că Pici și Galbuli sunt grupuri surori.
Relația filogenetică dintre ciocănitoare și celelalte opt familii din ordinul Piciformes este prezentată în cladograma de mai jos.
|  | Galbulidae – 18 specii |
|  |                        |
|  | Bucconidae – 38 specii |
|  |                        |

|  | Indicatoridae – 16 specii          |
|  |                                    |
|  | Picidae – ciocănitori (240 specii) |
|  |                                    |

|  | Capitonidae – 15 specii                                                                |
|  |                                                                                        |
|  | \| \| Semnornithidae – 2 specii \| \| \| \| \| \| Ramphastidae – 43 specii \| \| \| \| |
|  |                                                                                        |
|  | Semnornithidae – 2 specii                                                              |
|  |                                                                                        |
|  | Ramphastidae – 43 specii                                                               |
|  |                                                                                        |

|  | Semnornithidae – 2 specii |
|  |                           |
|  | Ramphastidae – 43 specii  |
|  |                           |

|  | Capitonidae – 15 specii                                                                |
|  |                                                                                        |
|  | \| \| Semnornithidae – 2 specii \| \| \| \| \| \| Ramphastidae – 43 specii \| \| \| \| |
|  |                                                                                        |
|  | Semnornithidae – 2 specii                                                              |
|  |                                                                                        |
|  | Ramphastidae – 43 specii                                                               |
|  |                                                                                        |

|  | Semnornithidae – 2 specii |
|  |                           |
|  | Ramphastidae – 43 specii  |
|  |                           |

|  | Capitonidae – 15 specii                                                                |
|  |                                                                                        |
|  | \| \| Semnornithidae – 2 specii \| \| \| \| \| \| Ramphastidae – 43 specii \| \| \| \| |
|  |                                                                                        |
|  | Semnornithidae – 2 specii                                                              |
|  |                                                                                        |
|  | Ramphastidae – 43 specii                                                               |
|  |                                                                                        |

|  | Semnornithidae – 2 specii |
|  |                           |
|  | Ramphastidae – 43 specii  |
|  |                           |

|  | Capitonidae – 15 specii                                                                |
|  |                                                                                        |
|  | \| \| Semnornithidae – 2 specii \| \| \| \| \| \| Ramphastidae – 43 specii \| \| \| \| |
|  |                                                                                        |
|  | Semnornithidae – 2 specii                                                              |
|  |                                                                                        |
|  | Ramphastidae – 43 specii                                                               |
|  |                                                                                        |

|  | Semnornithidae – 2 specii |
|  |                           |
|  | Ramphastidae – 43 specii  |
|  |                           |

|  | Indicatoridae – 16 specii          |
|  |                                    |
|  | Picidae – ciocănitori (240 specii) |
|  |                                    |

|  | Capitonidae – 15 specii                                                                |
|  |                                                                                        |
|  | \| \| Semnornithidae – 2 specii \| \| \| \| \| \| Ramphastidae – 43 specii \| \| \| \| |
|  |                                                                                        |
|  | Semnornithidae – 2 specii                                                              |
|  |                                                                                        |
|  | Ramphastidae – 43 specii                                                               |
|  |                                                                                        |

|  | Semnornithidae – 2 specii |
|  |                           |
|  | Ramphastidae – 43 specii  |
|  |                           |

|  | Capitonidae – 15 specii                                                                |
|  |                                                                                        |
|  | \| \| Semnornithidae – 2 specii \| \| \| \| \| \| Ramphastidae – 43 specii \| \| \| \| |
|  |                                                                                        |
|  | Semnornithidae – 2 specii                                                              |
|  |                                                                                        |
|  | Ramphastidae – 43 specii                                                               |
|  |                                                                                        |

|  | Semnornithidae – 2 specii |
|  |                           |
|  | Ramphastidae – 43 specii  |
|  |                           |

|  | Capitonidae – 15 specii                                                                |
|  |                                                                                        |
|  | \| \| Semnornithidae – 2 specii \| \| \| \| \| \| Ramphastidae – 43 specii \| \| \| \| |
|  |                                                                                        |
|  | Semnornithidae – 2 specii                                                              |
|  |                                                                                        |
|  | Ramphastidae – 43 specii                                                               |
|  |                                                                                        |

|  | Semnornithidae – 2 specii |
|  |                           |
|  | Ramphastidae – 43 specii  |
|  |                           |

|  | Capitonidae – 15 specii                                                                |
|  |                                                                                        |
|  | \| \| Semnornithidae – 2 specii \| \| \| \| \| \| Ramphastidae – 43 specii \| \| \| \| |
|  |                                                                                        |
|  | Semnornithidae – 2 specii                                                              |
|  |                                                                                        |
|  | Ramphastidae – 43 specii                                                               |
|  |                                                                                        |

|  | Semnornithidae – 2 specii |
|  |                           |
|  | Ramphastidae – 43 specii  |
|  |                           |

|  | Galbulidae – 18 specii |
|  |                        |
|  | Bucconidae – 38 specii |
|  |                        |

|  | Indicatoridae – 16 specii          |
|  |                                    |
|  | Picidae – ciocănitori (240 specii) |
|  |                                    |

|  | Capitonidae – 15 specii                                                                |
|  |                                                                                        |
|  | \| \| Semnornithidae – 2 specii \| \| \| \| \| \| Ramphastidae – 43 specii \| \| \| \| |
|  |                                                                                        |
|  | Semnornithidae – 2 specii                                                              |
|  |                                                                                        |
|  | Ramphastidae – 43 specii                                                               |
|  |                                                                                        |

|  | Semnornithidae – 2 specii |
|  |                           |
|  | Ramphastidae – 43 specii  |
|  |                           |

|  | Capitonidae – 15 specii                                                                |
|  |                                                                                        |
|  | \| \| Semnornithidae – 2 specii \| \| \| \| \| \| Ramphastidae – 43 specii \| \| \| \| |
|  |                                                                                        |
|  | Semnornithidae – 2 specii                                                              |
|  |                                                                                        |
|  | Ramphastidae – 43 specii                                                               |
|  |                                                                                        |

|  | Semnornithidae – 2 specii |
|  |                           |
|  | Ramphastidae – 43 specii  |
|  |                           |

|  | Capitonidae – 15 specii                                                                |
|  |                                                                                        |
|  | \| \| Semnornithidae – 2 specii \| \| \| \| \| \| Ramphastidae – 43 specii \| \| \| \| |
|  |                                                                                        |
|  | Semnornithidae – 2 specii                                                              |
|  |                                                                                        |
|  | Ramphastidae – 43 specii                                                               |
|  |                                                                                        |

|  | Semnornithidae – 2 specii |
|  |                           |
|  | Ramphastidae – 43 specii  |
|  |                           |

|  | Capitonidae – 15 specii                                                                |
|  |                                                                                        |
|  | \| \| Semnornithidae – 2 specii \| \| \| \| \| \| Ramphastidae – 43 specii \| \| \| \| |
|  |                                                                                        |
|  | Semnornithidae – 2 specii                                                              |
|  |                                                                                        |
|  | Ramphastidae – 43 specii                                                               |
|  |                                                                                        |

|  | Semnornithidae – 2 specii |
|  |                           |
|  | Ramphastidae – 43 specii  |
|  |                           |

|  | Indicatoridae – 16 specii          |
|  |                                    |
|  | Picidae – ciocănitori (240 specii) |
|  |                                    |

|  | Capitonidae – 15 specii                                                                |
|  |                                                                                        |
|  | \| \| Semnornithidae – 2 specii \| \| \| \| \| \| Ramphastidae – 43 specii \| \| \| \| |
|  |                                                                                        |
|  | Semnornithidae – 2 specii                                                              |
|  |                                                                                        |
|  | Ramphastidae – 43 specii                                                               |
|  |                                                                                        |

|  | Semnornithidae – 2 specii |
|  |                           |
|  | Ramphastidae – 43 specii  |
|  |                           |

|  | Capitonidae – 15 specii                                                                |
|  |                                                                                        |
|  | \| \| Semnornithidae – 2 specii \| \| \| \| \| \| Ramphastidae – 43 specii \| \| \| \| |
|  |                                                                                        |
|  | Semnornithidae – 2 specii                                                              |
|  |                                                                                        |
|  | Ramphastidae – 43 specii                                                               |
|  |                                                                                        |

|  | Semnornithidae – 2 specii |
|  |                           |
|  | Ramphastidae – 43 specii  |
|  |                           |

|  | Capitonidae – 15 specii                                                                |
|  |                                                                                        |
|  | \| \| Semnornithidae – 2 specii \| \| \| \| \| \| Ramphastidae – 43 specii \| \| \| \| |
|  |                                                                                        |
|  | Semnornithidae – 2 specii                                                              |
|  |                                                                                        |
|  | Ramphastidae – 43 specii                                                               |
|  |                                                                                        |

|  | Semnornithidae – 2 specii |
|  |                           |
|  | Ramphastidae – 43 specii  |
|  |                           |

|  | Capitonidae – 15 specii                                                                |
|  |                                                                                        |
|  | \| \| Semnornithidae – 2 specii \| \| \| \| \| \| Ramphastidae – 43 specii \| \| \| \| |
|  |                                                                                        |
|  | Semnornithidae – 2 specii                                                              |
|  |                                                                                        |
|  | Ramphastidae – 43 specii                                                               |
|  |                                                                                        |

|  | Semnornithidae – 2 specii |
|  |                           |
|  | Ramphastidae – 43 specii  |
|  |                           |

Numele Picidae pentru această familie a fost introdus de zoologul englez William Elford Leach într-un ghid al conținutului British Museum publicat în 1819. Filogenia a fost actualizată în funcție de noile cunoștințe privind modelele de convergență și istoria evoluției. În special, relația dintre genurile Picinae a fost în mare parte clarificată. Analizele genetice susțin monofilia genurilor Picidae, care par să își aibă originea în Lumea Veche, însă originea geografică a genurilor Picinae este neclară. Picumninae sunt redate ca parafilice. Caracterele morfologice și comportamentale, în plus față de dovezile ADN, evidențiază genul Hemicircus ca fiind grupul soră al tuturor ciocănitoarelor adevărate rămase, pe lângă o relație de grup soră între triburile de ciocănitoare adevărate Dendropicini și Malarpicini.

### Lista genurilor

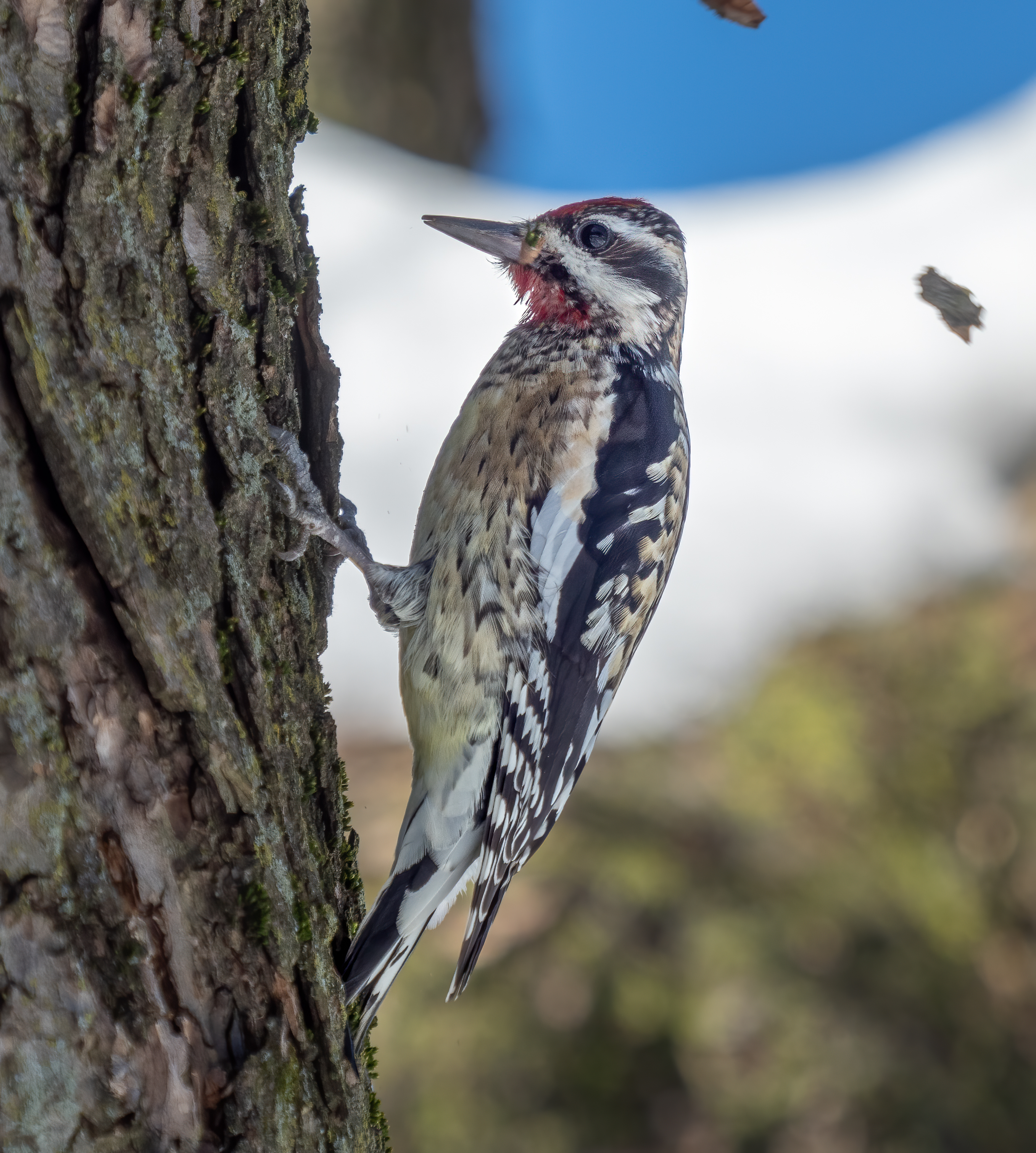
Sphyrapicus varius

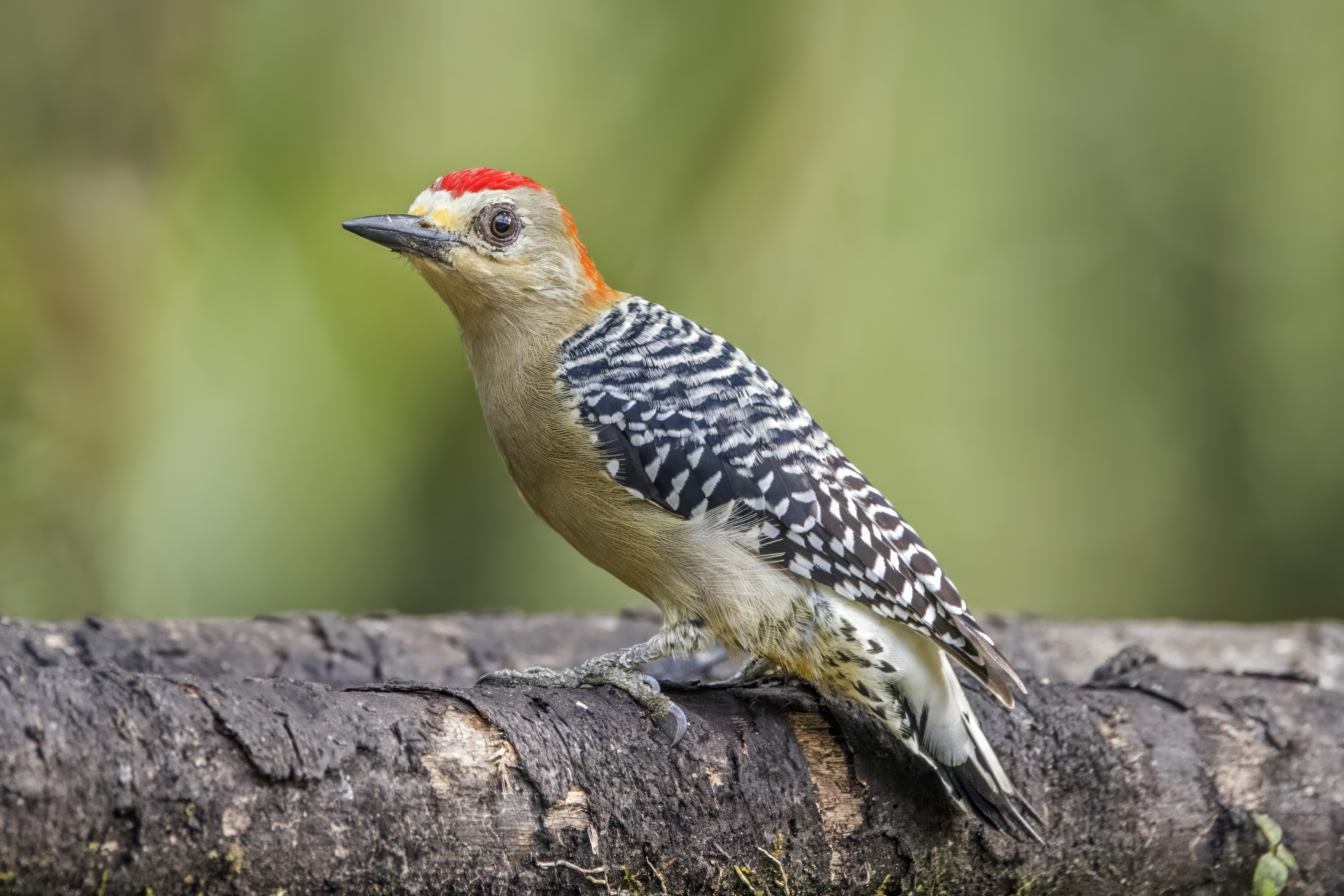
Melanerpes rubricapillus rubricapillus

Familia ciocănitoarelor Picidae conține 37 de genuri.
Familia: Picidae
- Subfamilia: Jynginae
  - Jynx 2 specii
- Subfamilia: Picumninae [10]
  - Picumnus – 25 specii
- Subfamilia: Sasiinae[11]
  - Verreauxia
  - Sasia – 2 specii

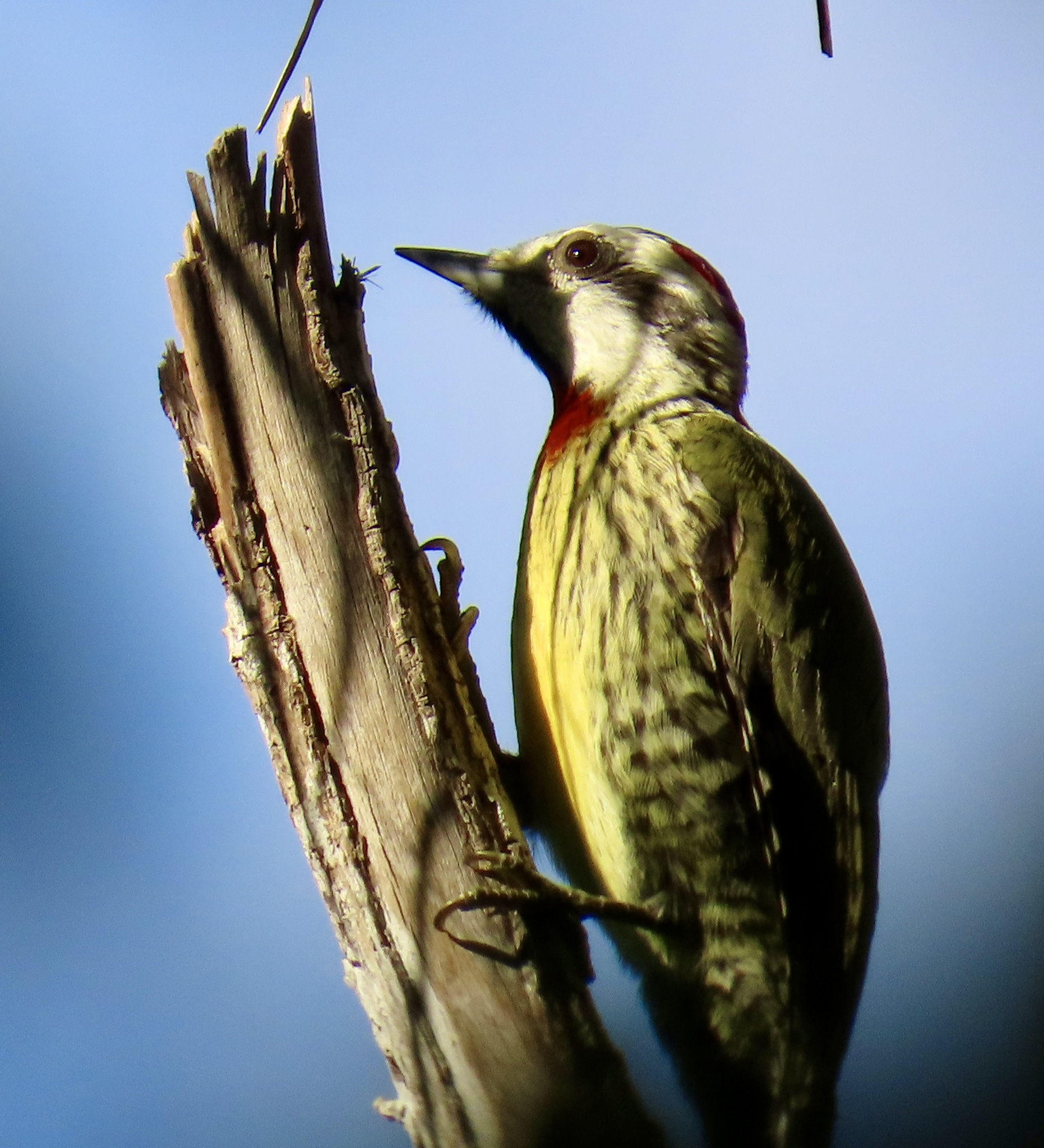
Xiphidiopicus percussus

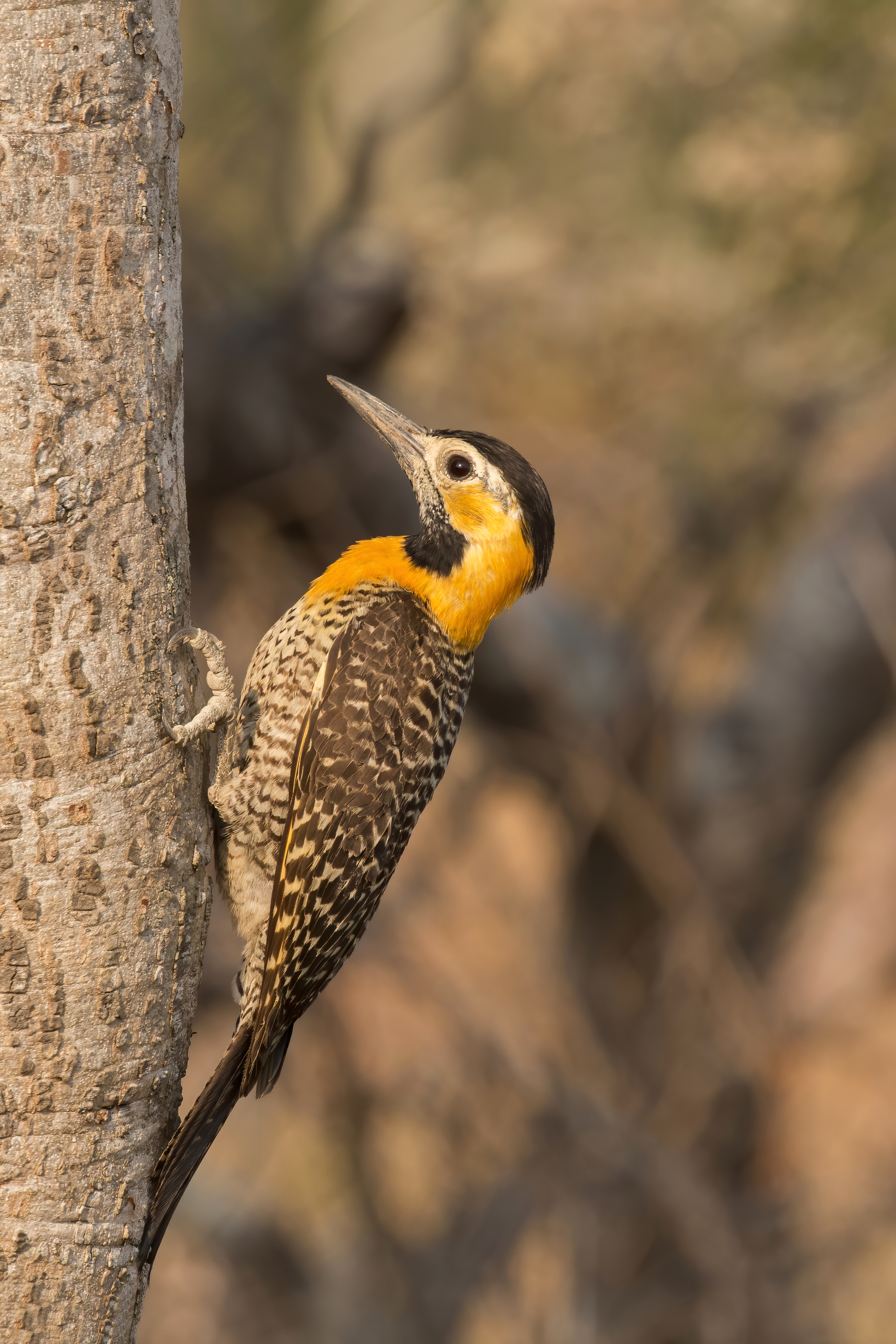
Colaptes campestris

- Subfamilia: Picinae – ciocănitori tipice
  - Tribul Nesoctitini
    - Nesoctites

  - Tribul Hemicircini
    - Hemicircus – 2 specii

  - Tribul Picini
    - Micropternus
    - Meiglyptes – 4 specii
    - Gecinulus – 3 specii
    - Dinopium – 5 specii
    - Picus – 14 specii
    - Chrysophlegma – 3 specii
    - Pardipicus – 2 specii
    - Geocolaptes
    - Campethera – 11 specii
    - Mulleripicus – 4 specii
    - Dryocopus – 6 specii
    - Celeus – 12 specii
    - Piculus – 7 specii
    - Colaptes – 14 specii

  - Tribul Campephilini
    - Campephilus – 12 specii
    - Blythipicus – 2 specii
    - Reinwardtipicus
    - Chrysocolaptes – 10 specii

  - Tribul Melanerpini
    - Sphyrapicus – 4 specii
    - Melanerpes – 24 specii
    - Picoides – 3 specii
    - Yungipicus – 7 specii
    - Leiopicus
    - Dendrocoptes – 3 specii
    - Chloropicus – 3 specii
    - Dendropicos – 12 specii
    - Dendrocopos – 12 specii
    - Dryobates – 6 specii
    - Leuconotopicus – 6 specii
    - Veniliornis – 14 specii
    - Xiphidiopicus
- Incertae sedis fosile
  - Genul: †Palaeopicus (Oligocenul târziu din Franța)
  - †Picidae gen. et sp. indet. (Miocenul mijlociu din New Mexico, SUA)
  - †Picidae gen. et sp. indet. (Miocenul târziu din Peninsula Gargano, Italia)
  - Genul: †Palaeonerpes
  - Genul: †Pliopicus (Pliocenul timpuriu din Kansas, SUA) - posibil dendropicină
  - cf. Colaptes DMNH 1262 (Pliocenul timpuriu din Ainsworth, SUA)

### Specii din România
În avifauna României sunt întâlnite 10 specii de ciocănitori care sunt răspândite în diverse biotopuri, de la luncile și ținuturile împădurite ale zonelor joase până în pădurea pură de conifere a Carpaților. În România toate aceste specii sunt sedentare.
Speciile întâlnite în România:
| Denumirea științifică latină | Autorul taxonului            | Denumirea română                                             | Categorie fenologică                    | Populația din România        | Statutul IUCN              | Imaginea |
| Ordinul: Piciformes |                              |                                                              |                                         |                              |                            |          |
| Familia: Picidae |                              |                                                              |                                         |                              |                            |          |
| Picus canus. Subspecia Picus canus canus | Gmelin, 1788                 | Ghionoaie sură sau Ciocănitoare verzuie                      | Sedentară                               | 30.000 - 60.000 de perechi   | Neamenințată cu dispariția |          |
| Picus viridis. Subspeciile Picus viridis viridis și Picus viridis romaniae (actualmente inclusă în subspecia Picus viridis viridis)                   | Linnaeus, 1758               | Ghionoaie verde sau Ciocănitoare verde                       | Sedentară                               | 60.000 - 120.000 de perechi. | Neamenințată cu dispariția |          |
| Dendrocopos leucotos. Subspeciile Dendrocopos leucotos leucotos și Dendrocopos leucotos lilfordi                                                      | (Bechstein, 1802)            | Ciocănitoare cu spate alb sau Ciocănitoare cu spatele alb    | Sedentară                               | 8.500 - 35.000 de perechi    | Neamenințată cu dispariția |          |
| Dendrocopos syriacus. Subspecia Dendrocopos syriacus balcanicus, actualmente inclusă în subspecia Dendrocopos syriacus syriacus)                      | (Hemprich & Ehrenberg, 1833) | Ciocănitoare de grădină sau Ciocănitoare pestriță de grădină | Sedentară                               | 10.000 -30.000 de perechi    | Neamenințată cu dispariția |          |
| Dendrocopos medius, sin. Leiopicus medius. Subspecia Dendrocopos medius medius                                                                        | (Linnaeus, 1758)             | Ciocănitoare de stejar sau Ciocănitoare pestriță mijlocie    | Sedentară                               | 80.000 -250.000 de perechi.  | Neamenințată cu dispariția |          |
| Dendrocopos minor, sin. Dryobates minor. Subspeciile Dendrocopos minor hortorum și Dendrocopos minor buturlini                                        | (Linnaeus, 1758)             | Ciocănitoare pestriță mică sau Ciocănitoare pestriță mică    | Sedentară                               | 15.000 - 600.000 de perechi, | Neamenințată cu dispariția |          |
| Dendrocopos major. Subspeciile Dendrocopos major major, Dendrocopos major pinetorum și Dendrocopos major candidus                                     | (Linnaeus, 1758)             | Ciocănitoare pestriță mare                                   | Sedentară                               | 300.000 - 500.000 de perechi | Neamenințată cu dispariția |          |
| Dryocopus martius. Subspeciile Dryocopus martius martius și Dryocopus martius pinetorum (unii autori o includ în subspecia Dryocopus martius martius) | (Linnaeus, 1758)             | Ciocănitoare neagră                                          | Sedentară                               | 14.500 - 57.000 de perechi   | Neamenințată cu dispariția |          |
| Picoides tridactylus. Subspecia Picoides tridactylus alpinus                                                                                          | (Linnaeus, 1758)             | Ciocănitoare de munte sau Ciocănitoare cu trei degete        | Sedentară                               | 2.500-8.000 de perechi       | Neamenințată cu dispariția |          |
| Jynx torquilla. Subspecia Jynx torquilla torquilla | (Linnaeus, 1758)             | Capîntortură sau Capîntorsul                                 | Migratoare. Oaspete de vară, cuibărește | 30.000 -70.000 de perechi    | Neamenințată cu dispariția |          |

### Specii din Republica Moldova
Avifauna Republicii Moldova conține 9 specii de picide: 
- Picus canus = Ghionoaie cenușie sau Ciocănitoarea cenușie
- Picus viridis = Ghionoaie verde
- Dendrocopos leucotos = Ciocănitoarea cu spate alb
- Dendrocopos major  = Ciocănitoarea pestriță mare
- Dendrocopos medius = Ciocănitoare de stejar sau Ciocănitoarea mijlocie
- Dendrocopos minor = Ciocănitoarea pestriță mică
- Dendrocopos syriacus = Ciocănitoarea de grădini
- Dryocopus martius = Ciocănitoarea neagră
- Jynx torquilla = Capîntortură